# Stadtmuseum Kōbe

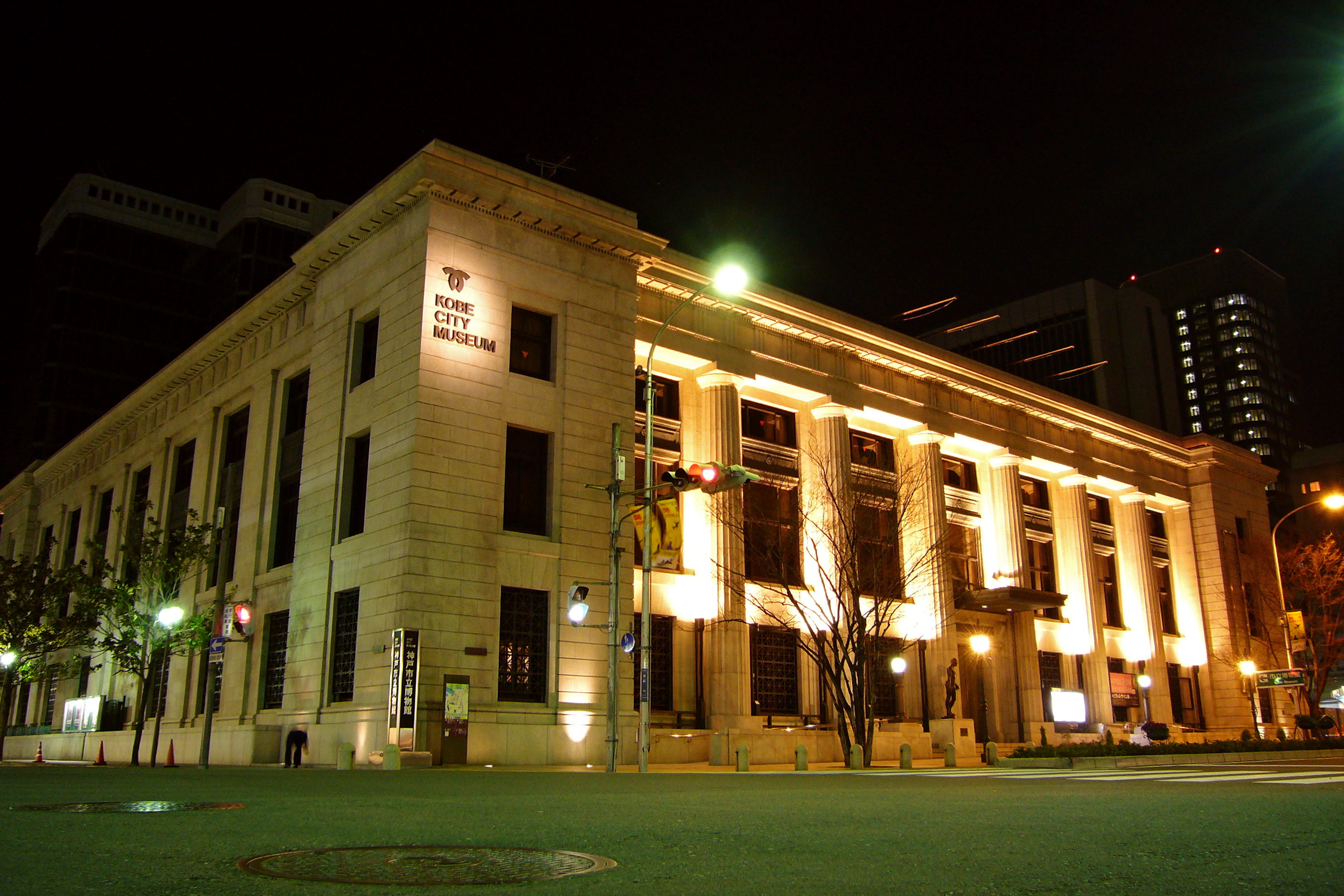
Stadtmuseum Kobe; ehemals die Zweigstelle Kobe der Bank of Tokyo (1935)

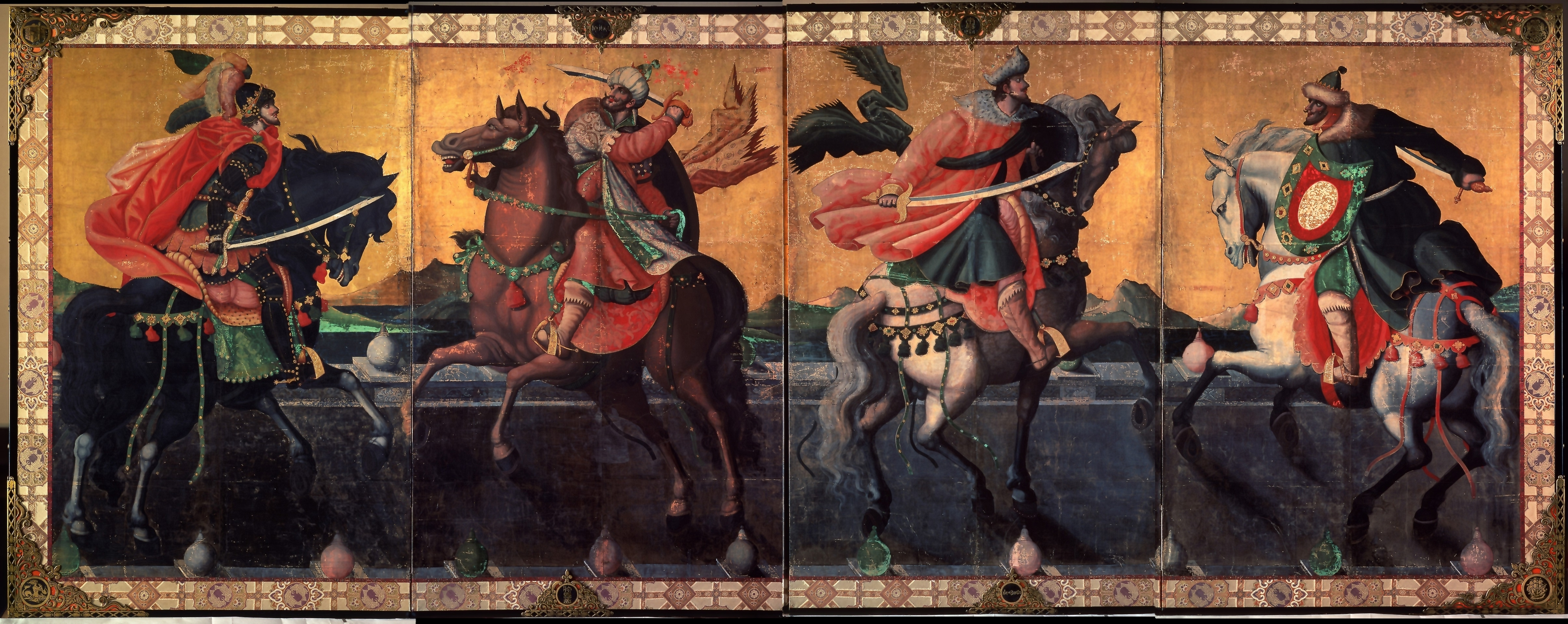
Berittene Könige des Westens, Stellschirm

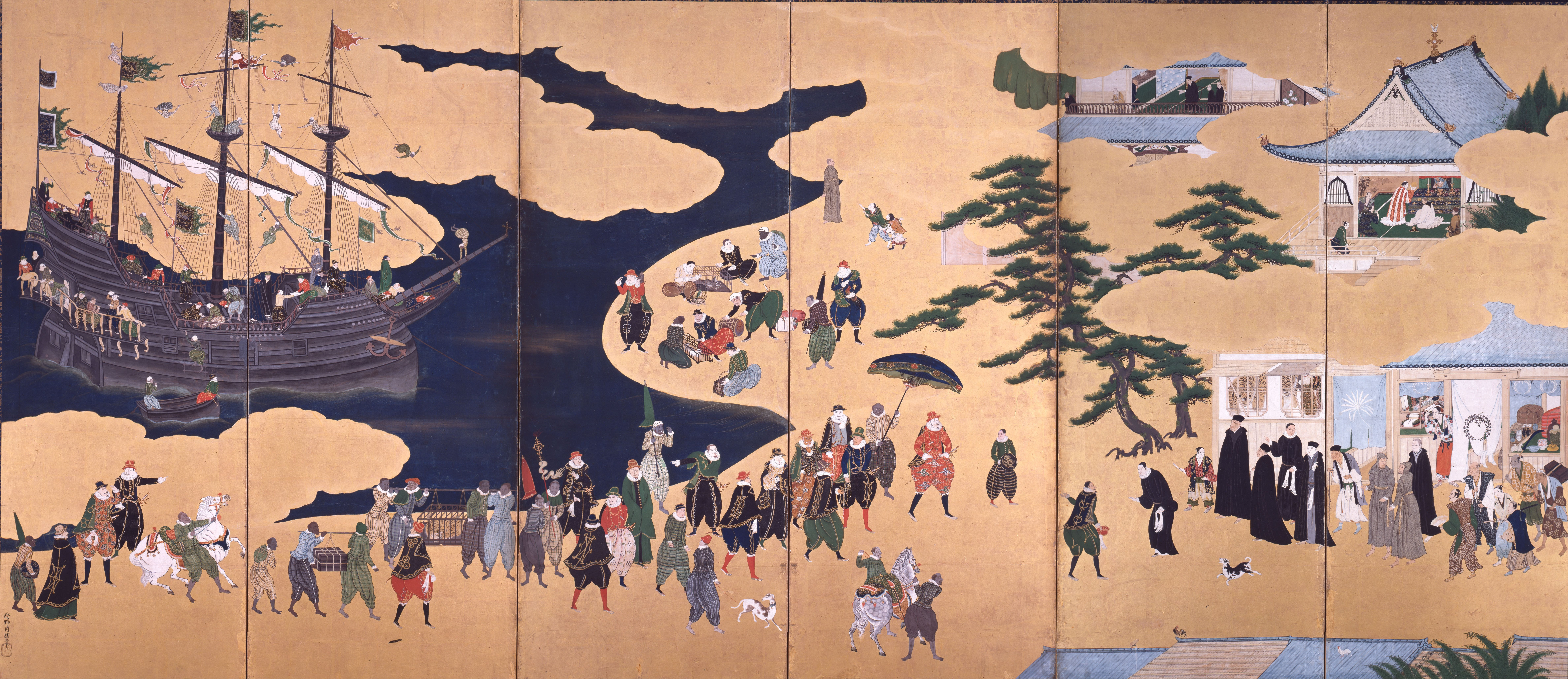
Kanō Naizen: rechter Stellschirm mit Portugiesen

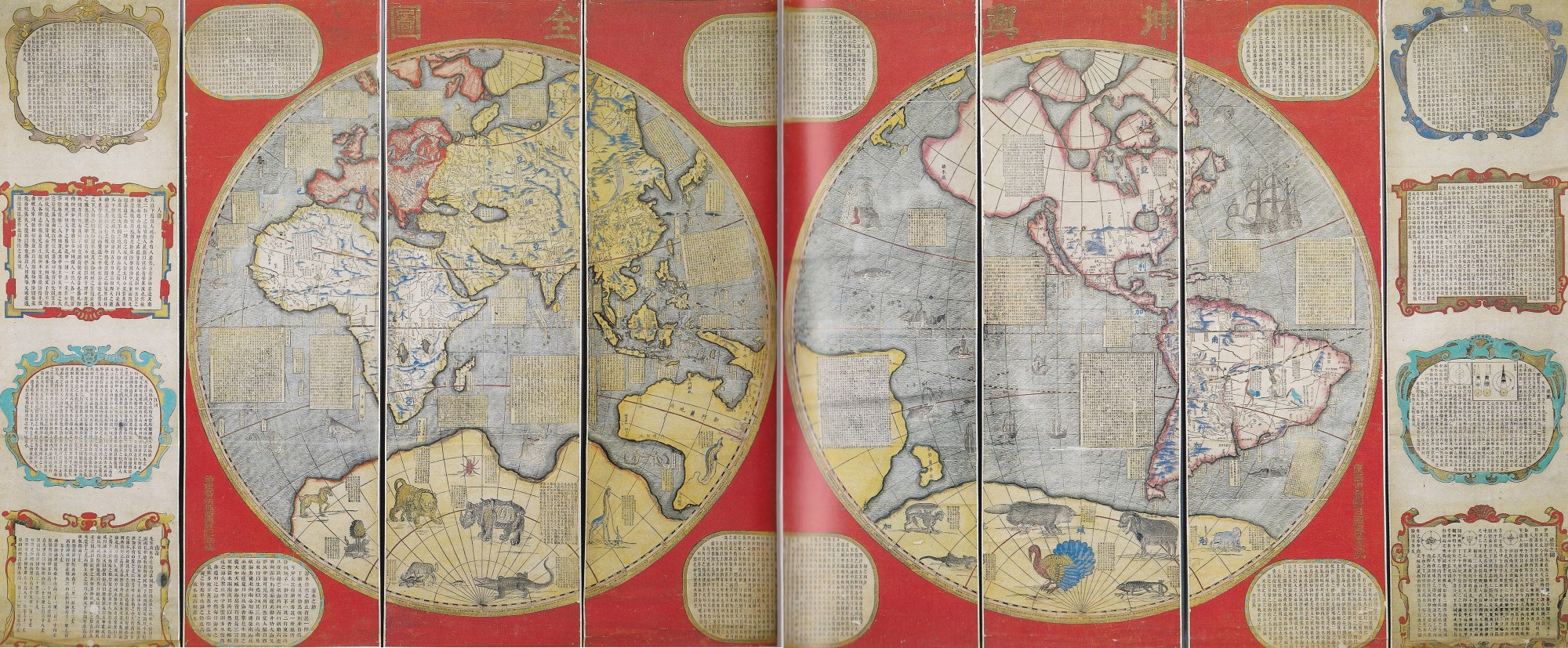
Chinesische Weltkarte (1674) nach Verbiest, 8 Hängerollen

Das Stadtmuseum Kōbe (japanisch 神戸市立博物館, Kōbe shiritsu hakubutsukan) im Bezirk Mitte von Kōbe (Japan) vereint seit 1982 das Städtische Museum für Altertumskunst und das Städtische Museum für Namban-Kunst. Das Museum ist untergebracht in einem neoklassizistischen Bau von 1935, der früheren Zweigstelle Kōbe der Yokohama Shōkin Ginkō (engl. Yokohama Specie Bank), der späteren Tōkyō Ginkō (engl. Bank of Tokyo).

## Die Sammlung
Die jetzige Archäologische Sammlung wurde 1969 ursprünglich als Archäologisches Museum (神戸市立考古館, Kōbe shiritsu kōkokan) im Zusammenhang mit dem großen Glockenfund aus der Yayoi-Zeit in Sakuragaoka nahe Kōbe errichtet. Die Sammlung mit Namban-Kunst – die Kunst in Japan, die sich mit den Ausländern im Lande zwischen 1550 und 1640 befasst – geht auf die Sammlung des Unternehmers und Sammlers Ikenaga Hajime (池長孟; 1891–1955) zurück, die davor zuletzt als Kōbe Namban Kunstmuseum (神戸市立南蛮美術館, Kōbe shiritsu Namban bijutsukan) in einem eigenen Gebäude untergebracht war. 8000 alte Karten aus aller Welt bilden eine weitere bedeutende Sammlung. Sie geht auf die Sammler Namba Matsutarō (南波松太郎; 1894–1995) und den Geographen Akioka Takejirō (秋岡武次郎; 1895–1975) zurück. Der Gesamtbestand des Museums umfasst knapp 39.000 Objekte.
„Internationaler Kulturaustausch“ und „Kontakte und Austausch zwischen östlichen und westlichen Kulturen“ sind die Themen des Museums. Der Bestand wird wie folgt gezeigt:
- Erdgeschoss
  - Japan und andere Länder im Zeitalter der Abschließung
  - Der Hafen von Hyōgo-Tsu in der Edo-Zeit
  - Öffnung des Hafens für den Handel mit dem Ausland
- Erster Stock
  - Kultureller Austausch mit Ostasien
  - Entwicklung der regionalen Kultur
  - Sonderausstellungen
- Zweiter Stock
  - Aufklärung und Modernisierung in Japan
  - Sonderausstellungen

### Nationalschatz
- Glocken-Fund von Sakuragaoka, 1964. 14 Glocken, davon zwei mit Linienzeichnungen, sieben Lanzenspitzen.

### Wichtige Kulturgüter (Auswahl)
- Stellschirm „Berittene Könige des Westens“ (西王侯騎馬図屏風)
- Stellschirmpaar (a) Vier Städte (Lissabon, Sevilla, Rom, Konstantinopel) und Bewohner (b) Weltkarte (四都図・世界図屏風)
- Stellschirmpaar Fremde im Lande (Kanō Naizen, 1570–1616) (南蛮人渡来図(南蛮屏風))
- Bildnis Oda Nobunaga
- Stellschirm „Siebenmeilen-Strand in der Provinz Sagami“ von Shiba Kōkan (相州鎌倉七里浜図屏風)
- Bildnis Francesco Xavier

## Galerie

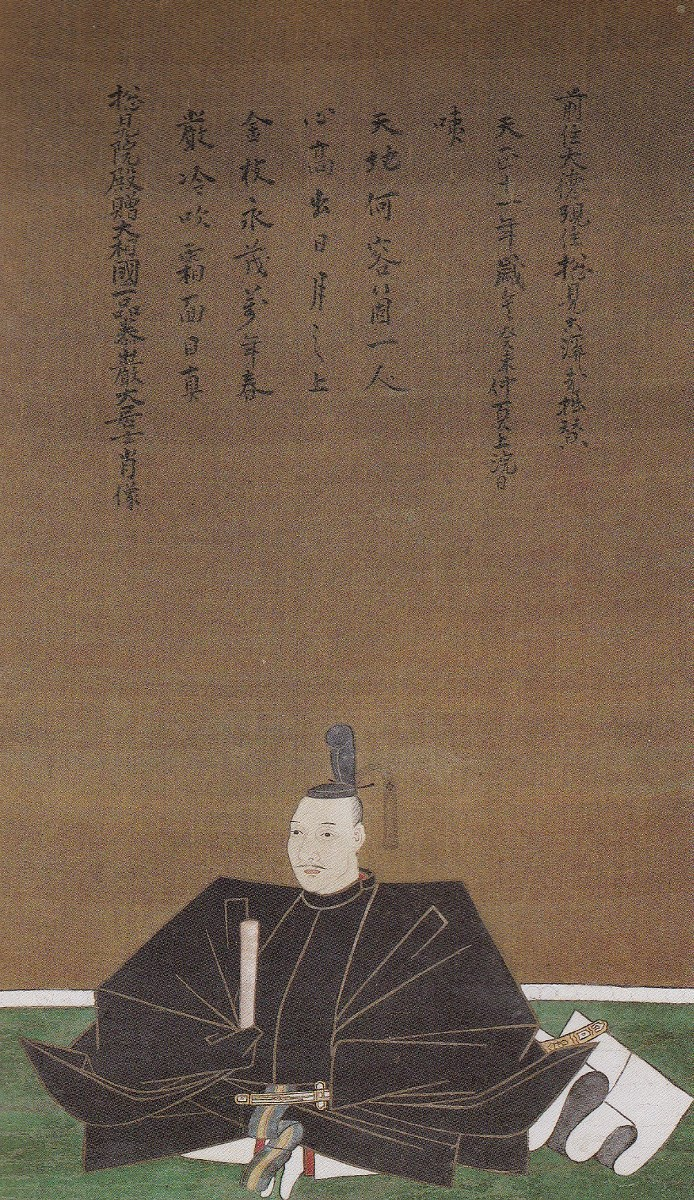
Oda Nobunaga (1583)
Francesco Xavier
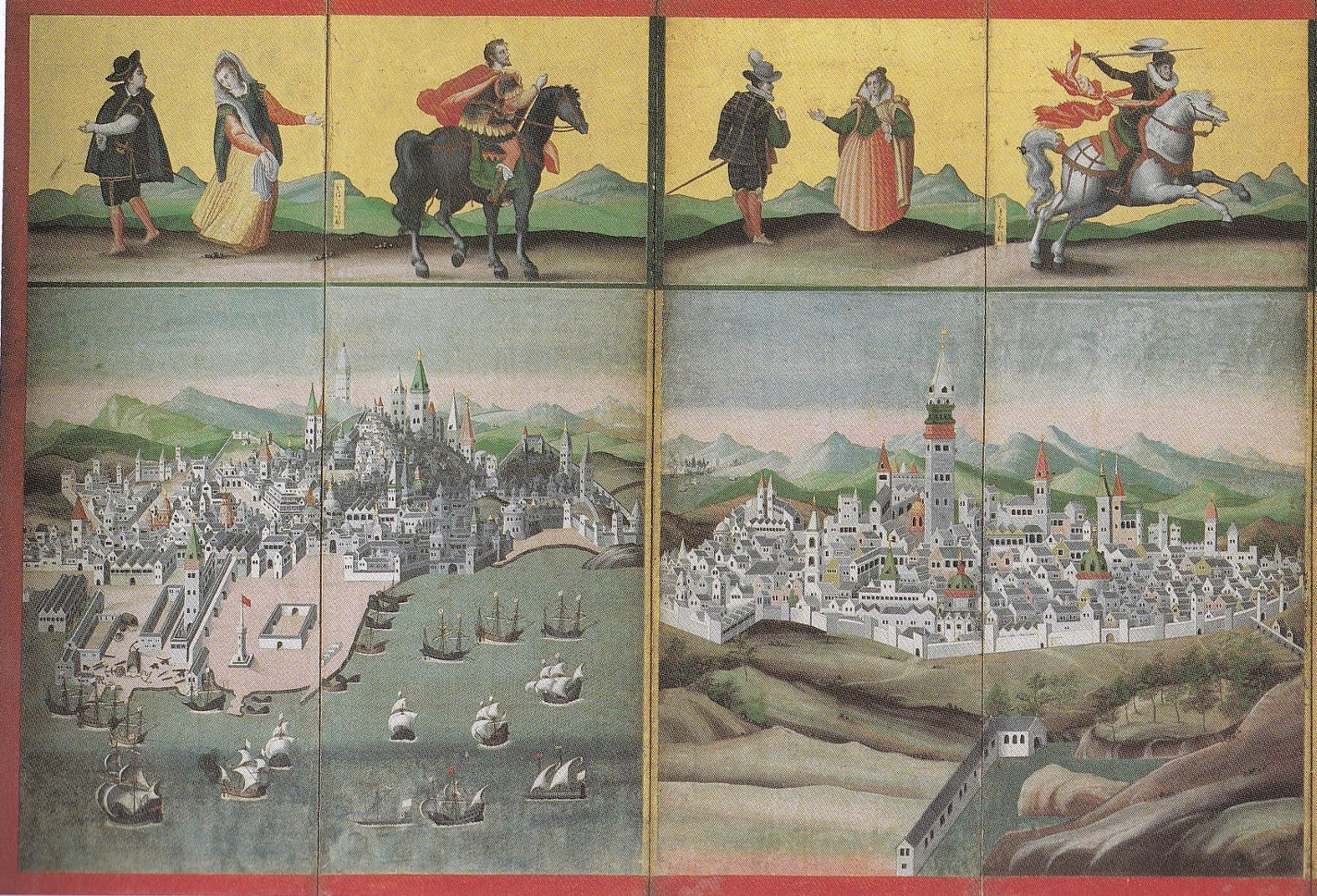
Stellschirm „Vier Städte“, daraus Lissabon und Sevilla
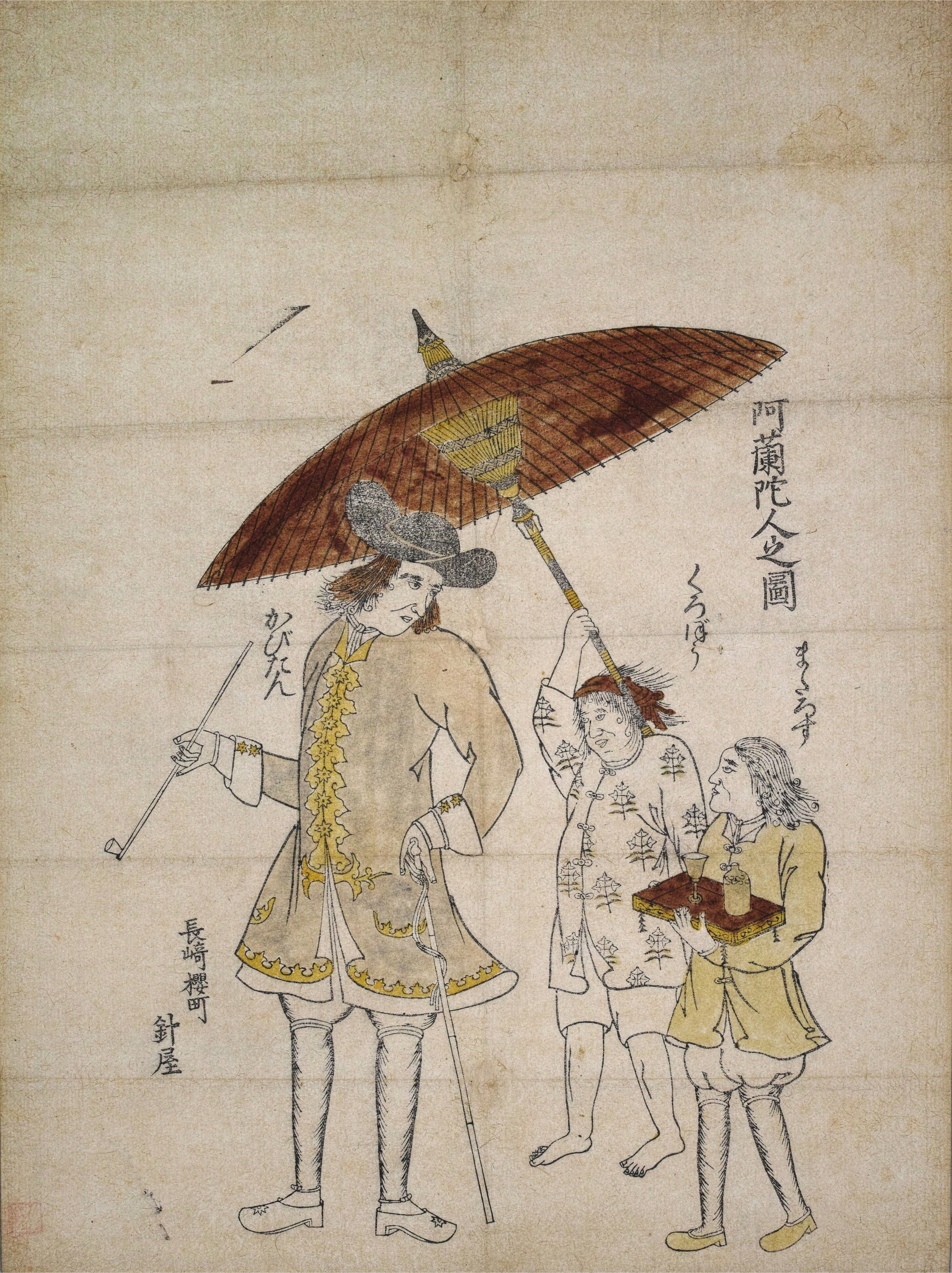
Holländer
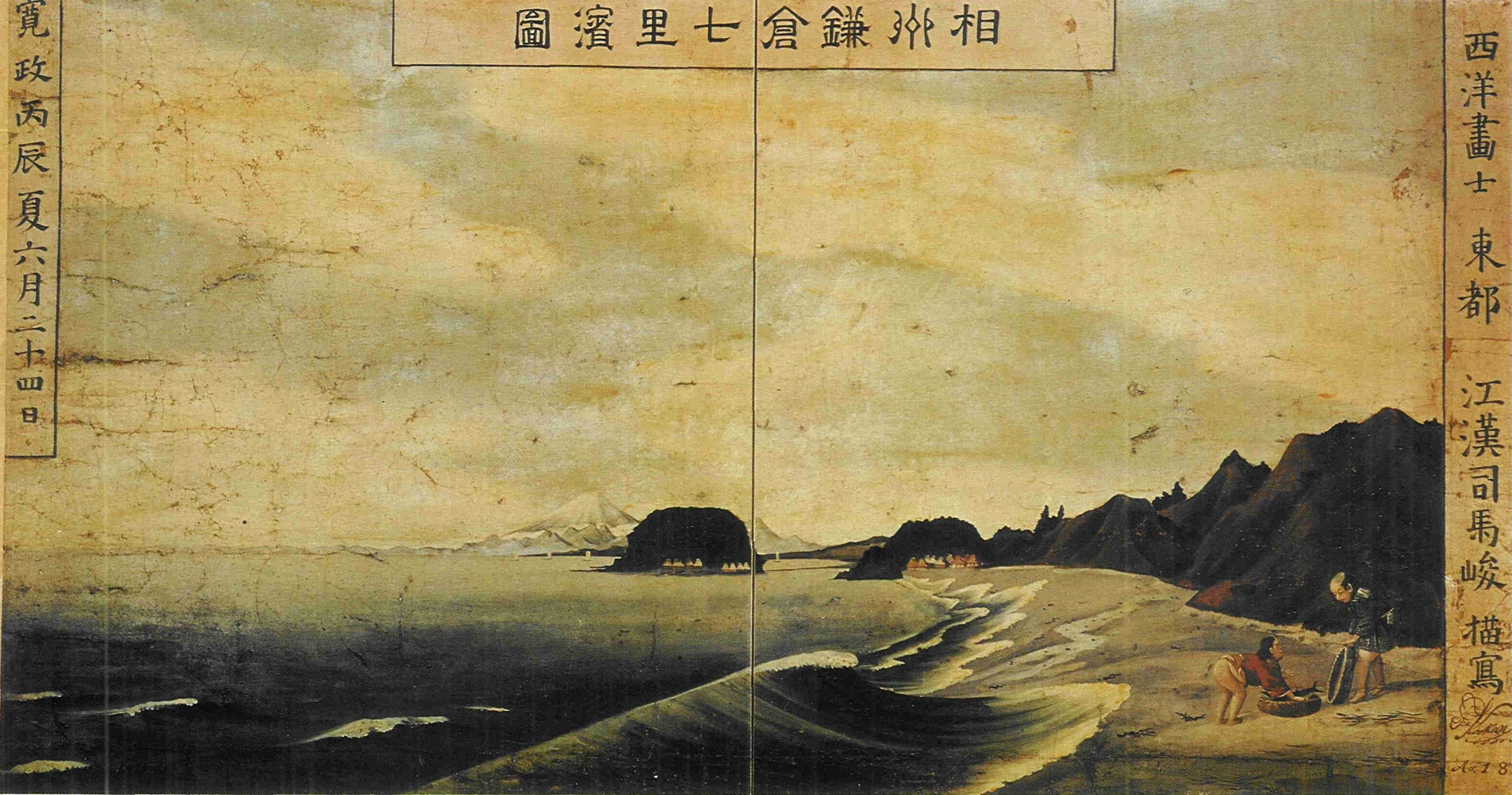
Shiba Kōkan: Siebenmeilen-Strand

## Kataloge und Sonderausstellungen des Museums (Auswahl)
- 南蛮見聞展 - A Record of Encounter with the Namban Culture. 1992.
- 館蔵名品図碌 - Masterpieces of Kobe City Museum. 1985.
- 館蔵名品図碌 - Pieces par excellence of Kobe City Museum’s collection. 1984.
- 眼鏡絵と東海道拾三次展 - Guckkasten-Bilder und Tōkaidō. 1983.
- 古地図にみる世界と日本 - Die Welt und Japan, gesehen auf alten Karten. 1983.